# Gesättigte Fettsäuren

Klassifikation von Fettsäuren

Beispiel für ein Triglycerid (Triacylglycerin) in Fetten und Ölen. Der blau markierte Fettsäurerest ist gesättigt, der grün markierte ist einfach, der rot markierte dreifach ungesättigt. Im Zentrum ist schwarz das dreifach acylierte Glycerin erkennbar. Öle enthalten einen höheren Anteil an essentiellen Fettsäureresten (d. h. ungesättigte Fettsäurereste) als Fette.

Eine gesättigte Fettsäure (SFA, von engl. saturated fatty acids) ist eine Fettsäure, die keine Doppelbindungen zwischen C-Atomen aufweist. Der Name rührt daher, dass die Fettsäure stattdessen mit Wasserstoff-Bindungen „gesättigt“ ist. Fette sind Triglyceride von Fettsäuren. Gesättigte Fette finden sich hauptsächlich in Lebensmitteln tierischen Ursprungs (Fleisch, Milchprodukte) und kommen nur in geringen Mengen in Lebensmitteln pflanzlichen Ursprungs vor. Ausnahmen sind Kokosfett oder Palmfett. Ein hoher Konsum von gesättigten Fettsäuren erhöht das Risiko für Herz-Kreislauf-Erkrankungen.

## Vorkommen

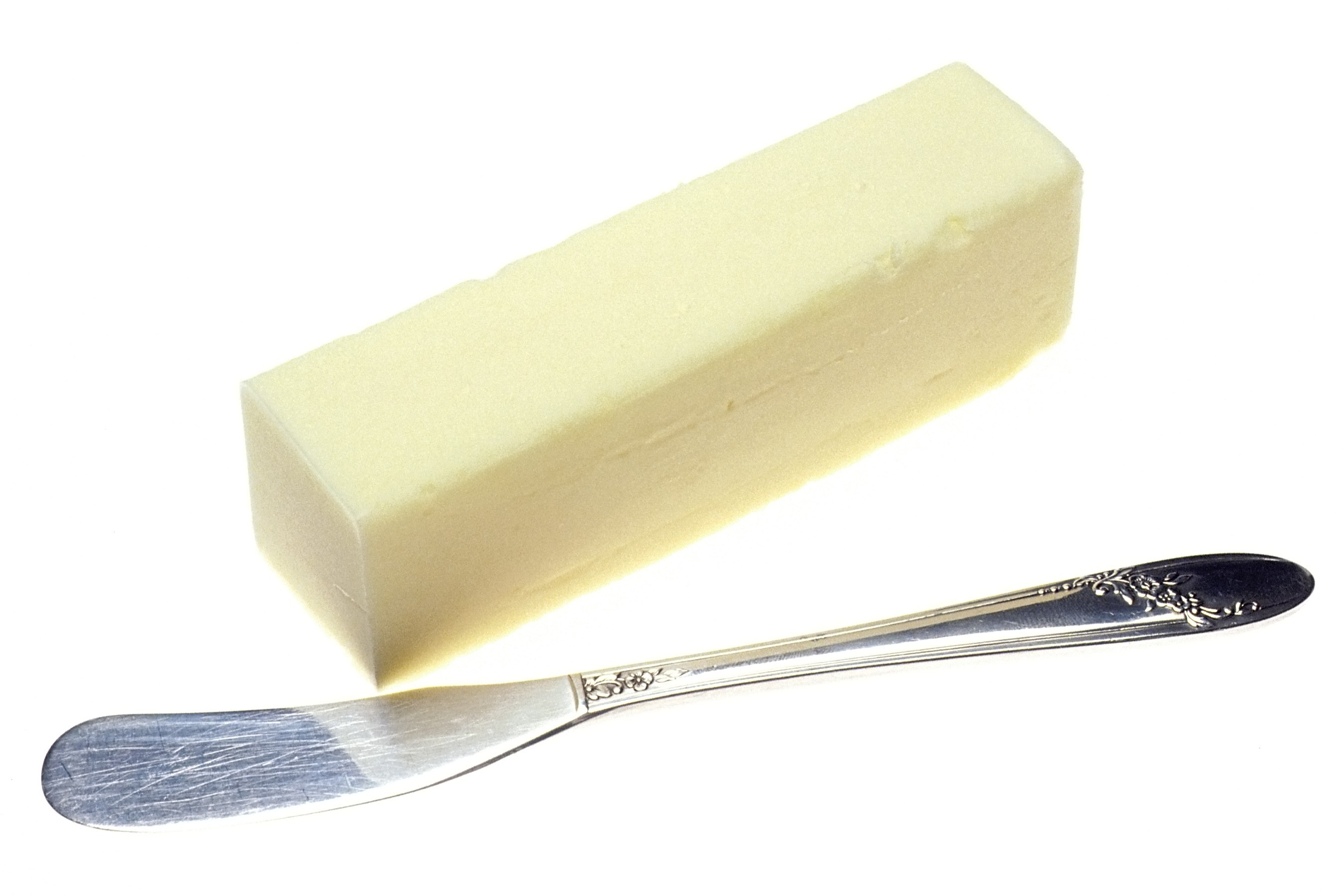
Der Anteil an gesättigten Fettsäuren ist in Butter besonders hoch

Tierische Lebensmittel, wie Fleisch und Milchprodukte, enthalten gesättigte Fettsäuren, während pflanzliche Lebensmittel und Öle nur geringe Anteile aufweisen. Besonders hoch an gesättigten Fetten sind Butter, Schmalz, fettes Fleisch, fettige Milchprodukte (beispielsweise Käse), Palm- und Kokosöl. Aber auch Backwaren können viele gesättigte Fette enthalten.

## Eigenschaften
Tierische Fette, die überwiegend aus gesättigten Fetten bestehen, sind bei Zimmertemperatur meist fest. Im Vergleich dazu sind pflanzliche Fette (mit Ausnahme von Kokos- und Palmfett) meist flüssig, liegen also als Öl vor.

## Gesundheit
Gesättigte Fettsäuren erhöhen den Cholesterin-Spiegel im Blut, wobei sowohl Gesamt- als auch LDL-Cholesterin betroffen sind. Gesättigte Fettsäuren regen die Cholesterinproduktion in der Leber an, welche dieses dann in den Blutkreislauf ausschüttet. Mit erhöhtem Cholesterinspiegel steigt das Risiko für Arteriosklerose und Herz-Kreislauf-Erkrankungen. Das zeigen inzwischen über 200 Kohortenstudien mit über 2 Millionen Teilnehmern bei 20 Millionen Jahren Follow-up und 150.000 kardiovaskulären Ereignissen. Dabei steigt mit der Höhe des LDL-Cholesterins auch das Erkrankungsrisiko.
Fachorganisationen und Experten warnen vor Behauptungen, welche diesen als gesichert geltenden Zusammenhang zwischen gesättigten Fetten und Erkrankungen in Zweifel ziehen. Das betrifft sowohl die falsche Aussage, dass gesättigte Fette harmlos seien, als auch die Aussage, dass Cholesterin keine Rolle bei Herz-Kreislauf-Erkrankungen spielt.
Der Zusammenhang zwischen gesättigten Fetten und Herz-Kreislauf-Erkrankungen ist intensiv untersucht. Die Amerikanische Gesellschaft für Ernährung, die Britische Gesellschaft für Ernährung, die American Heart Association, die World Heart Association, der Britische National Health Service, die Europäische Food Safety Authority, die Deutsche Gesellschaft für Ernährung sowie Cochrane-Reviews sehen gesättigte Fette als Risikofaktor für Herz-Kreislauf-Erkrankungen.
Das Risiko für diese sinkt bei einer moderaten Fettzufuhr und einem Austausch von gesättigten durch ungesättigte Fette. Die Deutsche Gesellschaft für Ernährung empfiehlt daher, die Zufuhr von gesättigten Fettsäuren auf 7–10% der Gesamtenergiezufuhr zu beschränken. Das entspricht bei einem Energiebedarf von 2000 kcal pro Tag maximal 17–25 g gesättigten Fetten täglich. Die American Heart Association empfiehlt eine noch geringere Zufuhr von lediglich 5–6 % gesättigten Fetten an der Gesamtenergiezufuhr.

## Zufuhr
Männer und Frauen überschreiten laut Nationaler Verzehrsstudie II die Gesamtzufuhr an Fett. Bei Männern liegt die Zufuhr an gesättigten Fetten im Median bei 16 %, bei Frauen bei 15 %, womit beide die Empfehlung von 7–10 % überschreiten.

## Summenformel
Die gesättigten Fettsäuren bilden eine homologe Reihe mit der Summenformel CnH2n+1COOH.